# 1976 par pays en Europe
Chronologie de l'Europe : Les évènements par pays de l'année 1976 en Europe. Les évènements thématiques sont traités dans 1976 en Europe
1974 par pays en Europe - 1975 par pays en Europe - 1976 - 1977 par pays en Europe - 1978 par pays en Europe

## Continent européen
- Grande sécheresse en Europe.

### Albanie
- La République populaire socialiste d'Albanie prend ses distances avec la République populaire de Chine.

### Allemagne de l'Ouest
- 3 octobre : élection en Allemagne du 8e Bundestag.

### Communauté économique européenne
- 7 janvier[1] : le Premier ministre belge Leo Tindemans propose d’augmenter les pouvoirs des institutions communautaires. Il propose de créer un centre de décision unique qui effacerait la distinction entre les réunions ministérielles de coopération politique et de caractère communautaire. La politique extérieure commune serait soumise à la majorité et non plus à l’unanimité. Il admet une Europe à deux vitesses, les uns progressant plus vite vers l’union et prône un renforcement des obligations concernant la politique budgétaire et monétaire et un développement des politiques sectorielles. L’Europe devrait aussi garantir les droits de ses citoyens et permettre la libre circulation des personnes.
- 16 février : signature de la Convention de Barcelone pour la protection de la mer Méditerranée contre la pollution. Ce plan d'action associe la CEE et 21 pays riverains.
- 15 mars : retrait du franc du système monétaire européen (SME).
- 8 juillet : création du Parti populaire européen.

### Espagne
- 5 juillet : second gouvernement pré-constitutionnel.
- 17 novembre, Espagne : loi de réforme politique qui met fin à la dictature. Les Cortes franquistes votent leur propre dissolution au profit de deux chambres, le Congrès et le Sénat. Elle est approuvée par plébiscite par 94 % des 77 % de votants. Légalisation des partis politiques (PSOE en décembre), autorisation des syndicats, octroi de privilèges pré-autonomistes à la Catalogne et au Pays basque.
- 21 % des actifs travaillent dans le secteur primaire. 40 % dans le tertiaire.

### Grèce
- 21 novembre : gouvernement Konstantínos Karamanlís VI.

### Malte
- 17-18 septembre : élections générales maltaises.

### Pologne
- 21 mars : élections législatives
- 25 juin : en République populaire de Pologne, l’annonce d’une forte hausse des prix alimentaires provoque des grèves et des émeutes ouvrières à Radom et Ursus. Edward Gierek rapporte immédiatement la mesure, mais doit recourir à la force pour réprimer les manifestations. L’opposition commence à se développer. Elle s’organise en Comité de défense des ouvriers (KOR). On dénonce les falsifications de l’Histoire officielle, on diffuse la vérité sur les massacres de Katyn. On a de moins en moins peur du régime et de sa police. On vit mal les inégalités sociales et les privilèges des dirigeants.

### Portugal
- 4 mars : libération de Otelo Saraiva de Carvalho.
- 2 avril : promulgation de la nouvelle constitution au Portugal.
- 25 avril : victoire du parti socialiste aux élections législatives. Le parti communiste ne remporte que 15 % des voix.
- 27 juin : victoire d'António Ramalho Eanes à l'élection présidentielle.
- 23 juillet : premier gouvernement constitutionnel de Mário Soares.
- Le travail des enfants de moins de 14 ans est interdit. La scolarité est obligatoire et gratuite de 6 à 14 ans.

### Royaume-Uni
- 5 avril : démission de Harold Wilson après l’échec de son projet de Contrat social (associer les syndicats à la lutte contre l’inflation). Il est remplacé par James Callaghan dont le mandat est dominé par le problème des relations avec les syndicats. Début du ministère travailliste de James Callaghan, Premier ministre du Royaume-Uni (fin en 1979).
- Octobre : grave crise monétaire; le pays est placée sous la tutelle du FMI, qui lui octroie un prêt de 3,5 milliards de £ en échange d’une stricte politique d’austérité budgétaire et salariale. Le gouvernement travailliste de Callaghan cherche à limiter les besoins de financement du secteur public.
- Le Royaume-Uni tombe au 18e rang par le PNB par habitant (5e en 1951). 1,5 million de demandeurs d’emploi.

### Suède
- 19 juin : mariage du roi Charles XVI de Suède avec Silvia Sommerlath.
- 19 septembre : après 44 ans au pouvoir, le parti social-démocrate perd les élections législatives au profit d’une coalition formée par le centre, les conservateurs et les partis libéraux.
- 8 octobre : Thorbjörn Fälldin, Premier ministre en Suède (fin en 1982).

### Suisse
- 18 décembre : échange de Vladimir Boukovsky et Luis Corvalán, à Zurich.

### Irlande
- 25 septembre : création du groupe de rock U2

### Union soviétique
- Dixième plan quinquennal en Union soviétique (1976-1980). Il réaffirme la priorité accordée à l’industrie lourde, qui bloque toute velléité de réorientation économique.

### Yougoslavie
- 10 septembre : le vol 550 InexAdria entre en collision avec le vol 476 British Airways au-dessus de Zagreb, faisant 177 morts.